# Malocampa splendens
Malocampa splendens är en fjärilsart som beskrevs av Druce 1911. Malocampa splendens ingår i släktet Malocampa och familjen tandspinnare. Inga underarter finns listade i Catalogue of Life.